# 曹善允
曹善允，CBE，LLD，JP（英語：Ts'o Seen-wan，1868年11月10日—1953年1月20日），香港律師、政治家和紳商，1929年至1937年任立法局非官守議員，另曾任潔淨局議員、團防局紳、香港大學校董、華人公立醫局委員會副主席和港府教育委員會委員等公職。
早年先後在上海和英國受教的曹善允，對香港20世紀初的教育和醫療發展起重要貢獻，他是香港大學、聖士提反書院、聖士提反女子中學、金文泰中學和民生書院等學府的創校人及籌款人之一，也曾多次為聖保羅書院籌募經費；此外，他又參與創辦雅麗氏紀念產科醫院、何妙齡醫院、以及在1922年與歐海倫醫生合作創辦贊育醫院。曹善允在1915年和1916年間在華人社區推動種痘運動，後在1925年省港大罷工期間設法維持社會秩序，深獲港府肯定，屢獲殊勳。
在1912年，何啟爵士與區德合組啟德營業有限公司，銳意在九龍灣填海，計劃興建稱之為啟德濱的「花園城市」。但何啟淡出後，填海計劃由本身是公司董事之一的曹善允繼續主持，並成功爭取港府在1915年批准填海計劃。共分三期的啟德填海計劃在1916年正式展開，雖然啟德公司完成了首兩期填海，然而，第三期填海卻無疾而終。為免填海計劃泡湯，港府在1927年宣佈接手第三期填海，並收回已填海但尚未發展的土地，整個地段日後逐漸發展，成為香港啟德國際機場。

## 生平

### 早年生涯
曹善允祖籍廣東省香山縣（今中山縣），1868年11月10日生於澳門，是家中長子。父親曹有、又名曹渭泉、曹應賢和曹益昌，是澳門富商，與澳葡政府和清廷關係密切。曹有一家皆擁有葡國國籍，他在1880年獲葡皇欽賜維索薩莊園聖母無原罪勳章（Ordem de Nossa Senhora da Conceição de Vila Viçosa），成為首位獲葡國冊封為騎士的華人；另又獲清廷欽賜二品榮銜及賞賜頂戴花翎。
曹善允有一胞弟名曹善業，又名曹子基，曹有在1896年逝世後，澳門的業務由曹善業接手打理。曹善業與父親一樣，與澳葡政府和清廷友好，官至四品，但後來經營不善，官司不斷，絕大部份產業遭到政府沒收，曹家自此淡出澳門，其後人則遷往香港繼續發展，其中曹善業四子、也即是曹善允的侄兒曹思晃，曾任香港聖約翰座堂法政牧師，以前葵芳廉租屋第三座之聖公會思晃學校則以其為名。
曹善允幼承庭訓，1882年14歲時獲家人送往上海習國學。在1886年，獲父親同鄉友好兼香港殷富韋寶珊贊助下，曹善允得以遊歷英國，且在同年秋天考入英格蘭的切爾滕納姆書院，修讀法律。曹善允在1890年畢業後，最初在倫敦一所律師樓實習，1896年復以優異成績，獲英格蘭及威爾斯最高法院認可為執業事務律師。

### 商業生涯
雖然曹善允幼時長於澳門，但不少親友居於香港，因此自少與香港保持密切關係。曹善允在1897年選擇返港發展，同年7月3日獲香港最高法院認可為執業事務律師，並旋即自設「曹善允律師樓」，獨力經營律師樓業務。曹善允是香港開埠早年少有的華人執業律師，他於1927年邀得曾任政府律師的英國律師學洵（P. M. Hodgson）加入，律師樓遂易名為「曹善允學洵律師樓」（Messrs. Ts'o & Hodgson），是當時香港一所著名的律師樓。

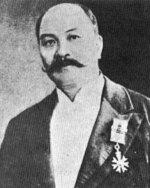
與曹善允份屬友好的何啟爵士，是啟德營業有限公司創辦人之一

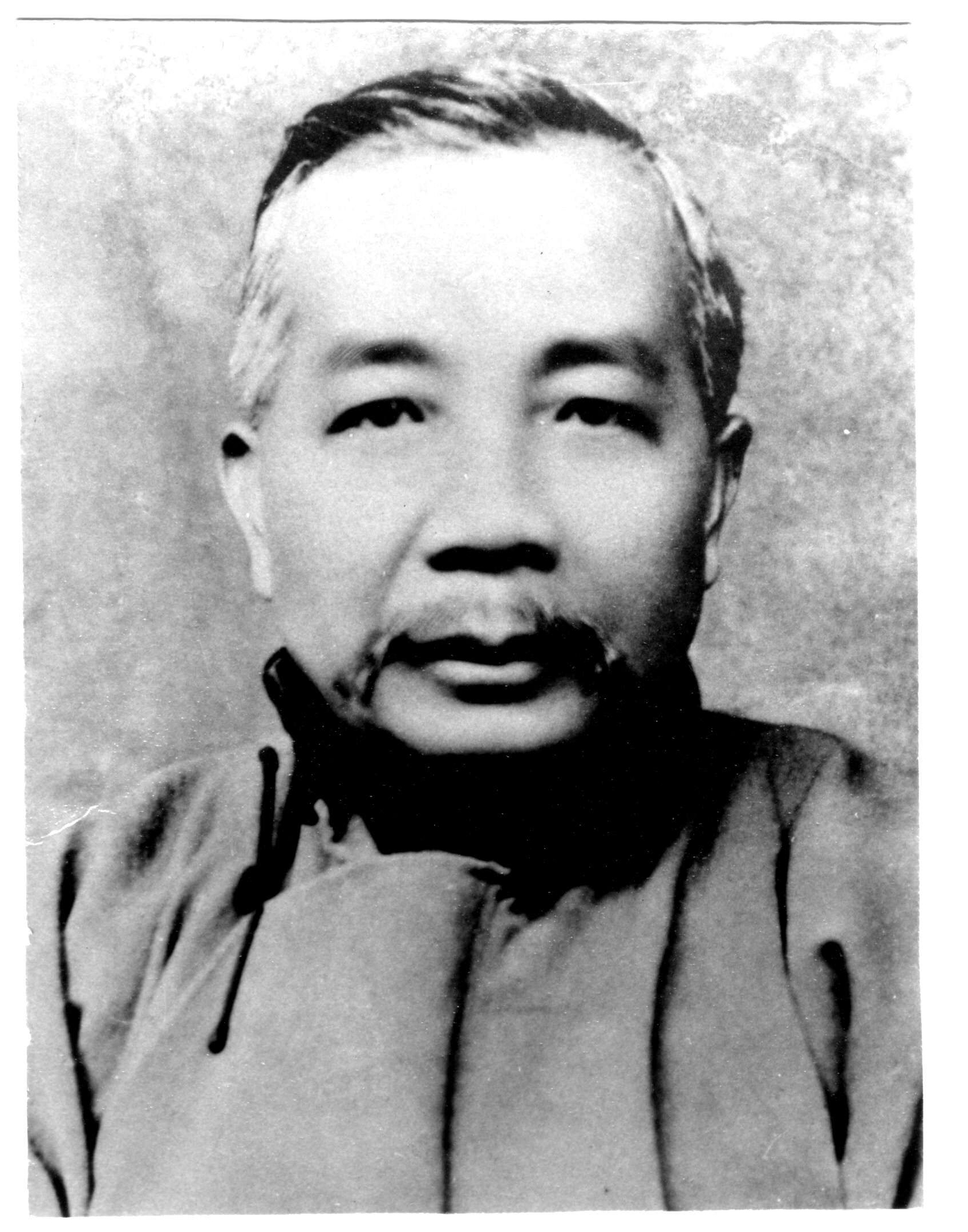
啟德營業有限公司另一創辦人區德，支持曹善允的辦學構想，捐款創辦民生書院

除了律師樓的工作外，曹善允也有從商，也是香港華商總會（香港中華總商會前身）名譽值理。在1912年，本港富商何啟爵士與區德銳意在九龍寨城對開的九龍灣，填海建造類似英式「花園城市」的高尚住宅區，兩人遂以自己的名字創立啟德營業有限公司（Kai Tack Land Investment Co. Ltd.），與何啟份屬友好的曹善允也應邀加入董事局。該公司董事局全由華人組成，除他以外，其他董事還包括周壽臣、周少岐和伍廷芳之子伍朝樞等本地紳商。
關於在九龍填海造地建屋一事，早於1910年代已由何啟的姐夫伍廷芳提倡。但啟德公司成立後，填海計劃卻遇上重重困難，首先，何啟因投資不善陷入財困，需要區德和曹善允等人接濟，在1912年起，曹善允除了代何啟繳交其辦公室租金外，又義務出資為他僱請一名文員。當何啟在1914年病逝後，曹善允和區德等又各自出資750港元，作為殮葬何啟和接濟其家人的費用。
雖然何啟淡出，但稱之為「啟德濱」的填海計劃未有因此告吹，並由具備法律知識的曹善允擔當向港府商討填海計劃的主要交涉人。在交涉過程當中，啟德公司確保發展地段落入1860年《北京條約》所劃定界限街以南割讓予英國的土地，而填海計劃在1915年獲英政府批准後，填海工程即於1916年展開。整個填海計劃共分為三期，最終希望造地1,200萬平方呎，號稱是當時全港最大規模、以及少有專門發展作住宅用途的填海計劃。
在曹善允主持下，啟德濱的首期填海計劃在1920年完成，填海區域內建有多幢花園洋房，具一定規模。第一期落成後，啟德公司多名董事均遷入啟德濱作招徠，當中，曹善允全家遷入啟德路11號交界大宅，後花園位於啟仁路，而另一位董事伍朝樞等也相繼遷入。同年，區德因病逝世，但第二期填海工程依計劃展開，不過，第一期洋房落成後，市面反應不甚理想，加上位處偏僻，居民出入頗不方便。為解決交通問題，曹善允等在1923年成立啟德客車公司（Kai Tack Motor Bus Company），開辦來往啟德濱和尖沙咀天星碼頭等地的巴士路線，但對改善交通，作用不大。
另一方面，由於用作填海的物料出現短缺，再加上受1922年海員大罷工和1925年省港大罷工影響，曹善允等看淡啟德濱的前景。在省港大罷工期間，第二期填海工程更一度中斷，雖然工程在工潮過後恢復，但第二期填海在1926年年中竣工後，啟德公司便終止了餘下包括第三期填海在內的發展計劃。為免啟德填海計劃泡湯，港府與啟德公司展開磋商，並在取得英政府同意後，於1927年宣佈接手餘下400萬平方呎的第三期填海計劃，以及出資約100萬港元收購啟德公司已填海但未建屋的土地，以便土地日後用作公共用途，至於已建屋的地段，則繼續屬啟德公司所有。
在政府接管啟德濱土地以前，啟德公司其實早於1924年將部份土地租借予美國人哈利·阿博特（Harry Abbott）以開辦飛行學校，是為啟德機場建立之肇始。飛行學校倒閉和政府接管土地後，該地逐漸發展成為日後的香港啟德國際機場。至於啟德公司退出發展計劃後，啟德客車公司在1926年改組為啟德客車有限公司，但公司控制權在1928年落入香港電車有限公司手上，到1933年，九龍汽車有限公司取得九龍和新界地區的巴士服務專營權，啟德客車自此停辦。1936年，啟德公司解散，而曹善允主持建立的啟德濱花園城市，最終在二次大戰香港淪陷期間，被日軍以擴建機場為理由，將之夷為平地。

### 社會服務

#### 興辦學校
曹善允的父親在澳門以熱心公益著稱，再加上受到同樣信奉基督教的韋寶珊爵士和何啟爵士之影響，他在香港也積極參與公共事務，當中尤其關注香港的教育和醫療發展。本身曾在英國接受教育的曹善允，深明華人接受西式教育的重要性，又認為出國留學，不單長途跋涉，學費高昂，且易與華人社會脫節，因此他大力提倡在香港興辦西式教育。
在1901年，以何啟爵士為首的八位華商，聯署上書港督卜力爵士，倡建一所仿效英式公學的學校，專門招攬本地華人子弟，以便他們畢業後可銜接升讀英國的大學，曹善允便是上書聯署的其中一人。建校之事除得港督支持外，更獲得由英國來港的聖公會班納牧師（The Rev. E.J. Barnett）熱心協助。在曹善允等呼籲下，本地華民一共捐出60,000港元，作為創校經費，最終促成聖士提反男校（今聖士提反書院）在1903年於西營盤創校。聖士提反男校是當時全港唯一一所直接向英倫註冊的學校，且不受香港教育司署管轄。至1928年，港督金文泰爵士批准撥地在赤柱興建新校舍，曹善允作為校董兼創校人之一，獲邀在當年4月27日的新校動土儀式上致以謝辭。
聖士提反男校創立後，曹善允與何啟進一步提出構思興辦一所兼收男女學童的小學暨幼稚園，獲得各界響應。該校在1904年草創於卑利士道（Breezy Path），未幾於1905年遷到堅道，並交由聖公會營辦，於1906年正名為聖士提反女校（今聖士提反女子中學），後來又開設中學部。在1918年，堅道校舍受南澳大地震破壞，學校被迫暫遷往巴丙頓道（Babington Path），復於1922年遷往列堤頓道新校舍。列堤頓道新校舍主樓奠基禮在1922年4月7日舉行，由適值訪港的皇儲威爾斯太子愛德華主禮，並由曹善允及已升為聖公會副主教的班納致以謝辭。在1926年，聖士提反女校成立校董會，曹善允即當選為校董之一。
透過與好友何啟的關係，曹善允在1914年又獲委任為聖保羅男校（今聖保羅書院）校董，同年因校舍擴建，校方委任他為籌款委員會秘書。後來在1918年，校方再因增建宿舍而向各界募捐，曹善允也第二度獲邀出任籌款委員會委員。在1925年，曹善允又夥同周壽臣、羅旭龢、李右泉及馮平山等紳商倡建一所以中文為教學語言的西式中學，遂促成官立漢文學校於1926年成立。官立漢文學校是香港首間官立中文學校，復於1951年改名金文泰中學。
除上述四所位於港島的學校外，曹善允在1916年著手發展啟德濱時，有感九龍城地區的居民缺乏接受西學的機會，於是積極籌款興學。在1920年，啟德公司創辦人區德病逝後，特意在遺囑餽贈10,000港元，以支持曹善允在九龍辦學。不久以後，曹善允又成功游說太古洋行買辦莫幹生捐出10,000港元，使他有足夠資金籌辦學校。在得到聖保羅男校校長史超域牧師（Rev. Arthur Dudley Stewart）協助下，學校在1926年於啟德濱創校，初期租用伍朝樞的物業作為校址。為紀念區德（又名區澤民）和莫幹生兩人對創校的貢獻，學校遂取名為民生書院，而曹善允則獲推舉終身出任校董會主席。在1939年，民生書院復遷到九龍塘東寶庭道繼續辦學。
曹善允除了興辦學校以外，在教育方面另一重要貢獻，是參與創立香港大學。在1907年，聖士提反男校首屆學生畢業，時任港督盧嘉爵士在畢業典禮上致辭時，提出在港興辦大學的構想。事後印度裔殷商麼地爵士透過報章得悉港督有意興辦大學，於是率先響應承諾捐出15萬港元鉅款，作為建造大學校舍之用，另又捐出30,000港元作為大學的營運資金，為興辦大學的計劃注入重要動力。
為進一步籌得足夠的營運資金，盧嘉在1908年3月18日邀請香港紳商代表與政府官員到港督府開會，即席成立香港大學籌備委員會，並以遮打爵士為委員會主席，委員包括何啟、普樂爵士、愛建臣、漆咸、胡禮及譚臣等人。可是，由於初期外界對籌款反應冷淡，委員會一度提出放棄興辦大學的建議，其後經何啟提出以大學加設教授中文作招徠、集中向各地華人籌款的建議後，盧嘉在1909年再成立大學經費籌募附屬委員會，由何啟出任主席，委員包括曹善允、陳少白和伍漢墀等，另由陳席儒出任司庫，以及由曹善允兼任名譽秘書。在何啟和曹善允等委員四出游說下，各方響應者眾，紛紛向大學捐款，籌得款項高達147.7萬港元。當中，何啟及曹善允更率委員專程前往上海拜會兩廣總督張人駿，獲對方答應捐款20萬港元，麼地不甘被張人駿超越，後來再將捐款總額增至28萬港元，才保住捐款最多的地位。至於以團體名義捐出最多款項的，是太古洋行，合共捐出40,000英鎊；而本身財力不算豐厚的曹善允，也捐出500港元。
在籌得足夠經費後，香港大學終於在1910年3月16日由盧嘉於般咸道校址主持立石奠基儀式，大學隨後於1911年正式成立，並在1912年3月11日舉行開幕大典，同年，港大舉行籌款賣物會，再由曹善允擔任賣物會名譽秘書。港大在1911年草創時，曾邀請參與創校的曹善允加入校董會，但被他多番婉拒，一直到1914年，他才答應出任港大校董，並任馬禮遜堂及聖約翰學院兩所舍堂之院務委員會委員。曹善允此後繼續關注港大校務，他在1929年至1937年進一步出任港大校務委員會委員，以及在1920年和1929年先後擔任沙普委員會（Sharp Commission）和歌倫委員會（Gollan Committee）委員，就港大財務撥款事宜提供意見。為答謝其貢獻，港大特別在1924年向曹善允頒授榮譽法學博士學位。
在1920年4月，港督司徒拔爵士設立教育委員會（Board of Education），作為港府在教育事務上的諮詢機構，而深具辦學經驗的曹善允，即獲奉委為委員之一。曹善允此後多番獲得續任，一直到1940年4月方才卸任，擔任委員一職前後共20年之久。曹善允其他擔任過的教育公職，還包括出任英國聖公會差會旗下學校理事會理事、和在1928年5月與何東爵士、尢列和李景康等出任孔聖講堂籌備委員，促成講堂在1935年建於港島加路連山道，以宣揚儒學。

#### 醫療服務
香港開埠早年只有極少醫院，華人缺乏接受西式醫療的機會，曹善允因此大力倡辦醫院。在1903年，曹善允獲委任為雅麗氏紀念醫院財務董事，該院由何啟於1887年成立，歸倫敦傳道會管理，是香港首間為基層華人家庭提供西式醫療服務的醫院，與當時同屬倫敦傳道會的那打素醫院也是「姊妹醫院」。曹善允在財務董事任內，除協力促成雅麗氏紀念產科醫院於1904年成立外，又為雅麗氏紀念醫院籌款增建新的護士學校。復至1906年，得到曹善允穿針引線下，伍廷芳夫人何妙齡（即何啟爵士之胞姊）出資興建一所全新的產科醫院，是為何妙齡醫院，該院作為雅麗氏紀念醫院之附屬醫院，也是由倫敦傳道會管理。在1930年，曹善允復出任雅麗氏紀念醫院主席兼執行委員會非執行主席，後來於1935年，他又為那打素醫院遷址一事參與籌款工作。一直到1954年，港府立例將雅麗氏紀念醫院、那打素醫院、雅麗氏紀念產科醫院和何妙齡醫院，合併成為雅麗氏何妙齡那打素醫院。
在1910年，曹善允獲推舉為華人公立醫局委員會委員，1911年起出任西環公立醫局董事會主席，嗣後又兼任華人公立醫局委員會副主席。在西環公立醫局董事會主席任內，曹善允對港島西區的醫療服務作出重要貢獻。在1915年，西區爆發天花疫潮，為免疫潮蔓延，曹善允即推動種痘運動，敦促港府儘早為華人接種牛痘。期間，他暫時放下家庭和工作，協助政府全力呼籲民眾種痘，又挨家挨戶向民眾解釋種痘的重要性，一時之間，接種人數高達36萬人。為防患未然，曹善允在1916年第二度參與主持種痘工作，疫潮方暫告熄滅。香港此後二十年，天花患者數量持續下降，與曹善允推動的種痘運動不無關係。
繼種痘運動以後，曹善允另一對西區的醫療貢獻，是促成贊育醫院於1922年落成啟用。贊育醫院之興建構思，源於來自倫敦傳道會的產科醫生歐海倫（Dr. Alice D. Hickling）。歐海倫醫生在雅麗氏紀念醫院行醫時，有感床位不足，加上希望可以培訓足夠的助產士，於是提出興建一所獨立的產科醫院。曹善允正好認為西區基層民眾眾多，對產科需求殷切，因此對計劃予以支持。儘管醫院的興建費用高達90,000港元，但在曹善允等號召下，獲得各界響應，當中波斯裔船運富商H·M·H·內馬西（H. M. H. Nemazee）和有份捐建民生書院的莫幹生，分別捐出10,000港元和3,000港元；另外，東華醫院又把在1920年慶祝金禧期間，籌得其中接近50,000港元的善款，投資到房地產市場，作為醫院的營運基金。除以上人士和機構外，西營盤街坊會、魚販商會和蔬果販商協會等，也有捐出善款或醫院所需的家具。
贊育醫院當年設於西營盤西邊街，樓高四層的醫院大樓由李杜露建築師樓（Messers. Little, Adams and Wood）興建，土地則由港府免費撥出。贊育醫院的落成啟鑰儀式於1922年10月17日舉行，儀式由曹善允將醫院正門的銀匙交予華民政務司夫人開啟，復由華民政務司兼華人公立醫局委員會當然主席夏理德致辭。當日場面盛大，出席者還包括輔政司符烈槎伉儷、律政司金培源、教育司伊榮、以及華人代表周壽臣伉儷、伍漢墀、何甘棠和羅旭龢等人。
贊育醫院成立之初，由華人公立醫局委員會管理，院內設有兩個產科病房，每個病房可容納五名產婦，另設兩間單人病房和一間雙人病房。這些病房分別設於醫院其中兩層，而這兩層則分別設有手術室、產房、消毒房和值勤室，院內30張病床均由東華醫院捐贈。醫院除了提供產科服務外，也在同年率先開辦華人助產士培訓課程，在首年合共招收六名華人女學員。曹善允自醫院運作以來，一直擔任醫院監督，而醫院啟用首年，合共收容產婦416名，落成五年後，即突破每年1,000名的紀錄。至1926年，該院復與香港大學合作，成為港大的教學醫院之一。復至1934年，由於經費不繼，華人公立醫局委員會惟有將贊育醫院贈予港府管理，使之成為一所公立醫院，但曹善允仍留任醫院監督。

#### 其他公職
除了教育和醫療方面的貢獻外，曹善允還參與各方面的社會工作，也著力支持聖約翰救傷隊和童軍的活動。在1912年，以曹善允為首的一班華人紳商上書港府，陳情香港華人墳地不足，希望港府撥出土地，以永久作華人墳場之用。在1913年6月16日，港府批准在香港仔撥地一幅，用以興建華人永遠墳場，但要華人自行營辦。在這種背景下，華人紳商在同年自行成立華人永遠墳場管理委員會，以便監督墳場的興建，而曹善允是委員之一。在1915年10月17日，墳場正式落成啟用，是為香港仔華人永遠墳場，墳場落成後，委員會旋即邀請華民政務司出任委員會的當然主席，使委員會直接受到華民政務司署監管。為肯定曹善允對永遠墳場興建的貢獻，他在1919年當選華人永遠墳場管理委員會之名譽司理。

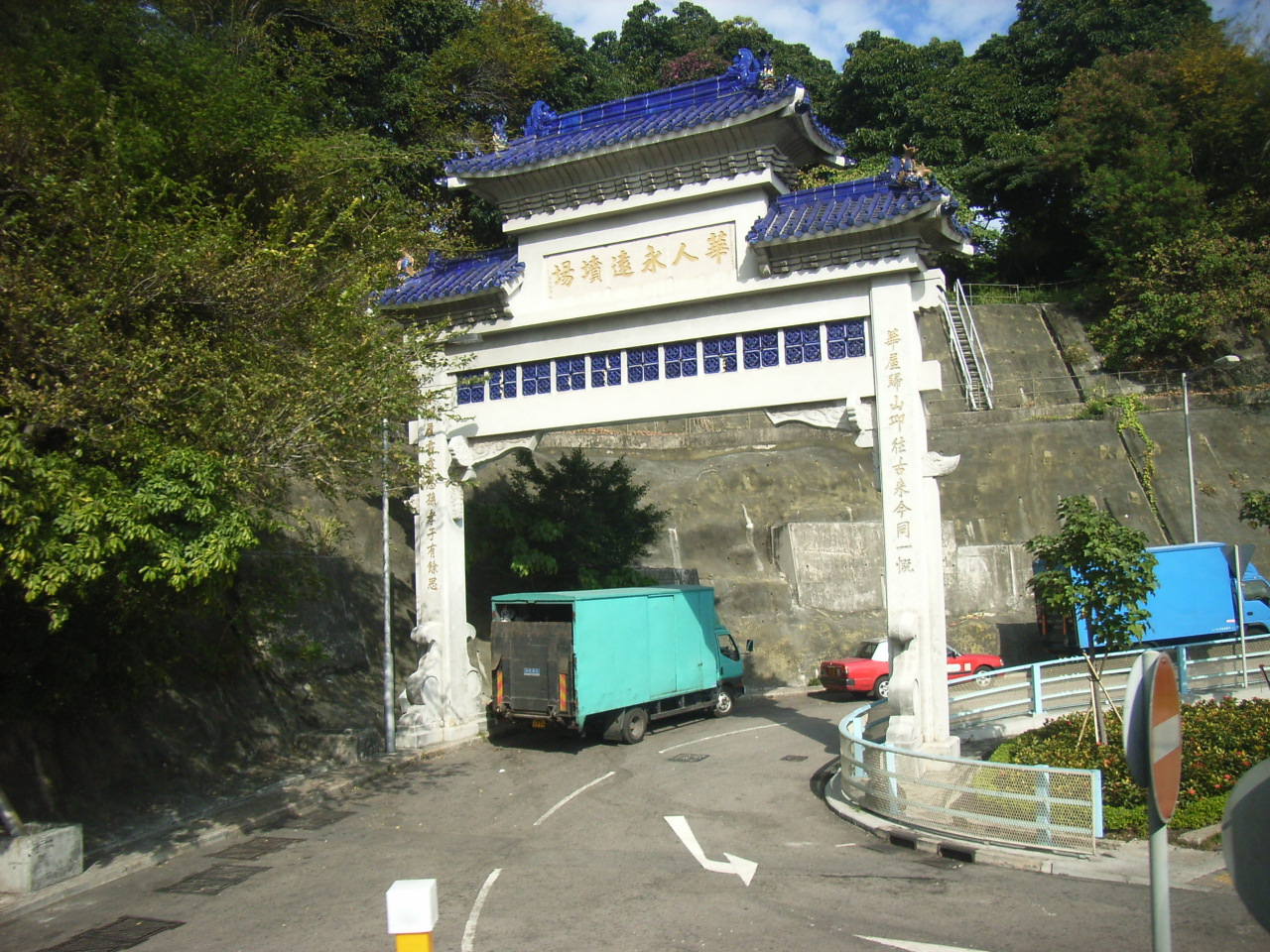
曹善允在1912年領銜上書，促成香港仔華人永遠墳場於1915年落成，是香港首座華人永遠墳場

在1918年，曹善允因其教育和醫療方面的經驗，獲港府奉委為潔淨局（市政局前身）議員，同年獲委為非官守太平紳士；及至1925年，香港爆發省港大罷工，港府以曹善允深具聲望，遂委任他為東華醫院顧問、保良局非常到紳士及團防局紳，設法調停罷工。在大罷工期間，全港罷工人數高達20萬人，更有10萬人離港返回廣東，有見及此，港府又特別臨時委任曹善允為勞工署長（Controller of Labour），組織工業維持會，每日負責駐守香港大會堂招攬義工。此外，曹善允早於1914年出任後備警隊（皇家香港輔助警察隊前身）指揮官，並自1920年起升任後備警隊歷來首位華人榮譽總監，因此在大罷工期間，他還負責組織臨時巡街更練和特別華人後備警隊，設法維持治安和秩序。
省港大罷工後，港府進一步重用曹善允，在1929年，他退出服務共11年的潔淨局，同年5月3日與布力架一起獲銳意改革的港督金文泰爵士委任為立法局非官守議員，兩人的委任分別意味立法局首次有代表九龍和葡裔社區的議席，其加入也使立法局的華人議席由兩席增至三席。同年，他當選為保良局永遠總理和出任新成立的香港保護兒童會副主席。
在立法局，身兼局內常務法律委員會委員的曹善允不單就妹仔問題對港府提供法律意見，還爭取港府興建更多遊樂場地。事實上，尚在潔淨局供職時，曹善允已和布力架及中華基督教青年會的麥花臣等人大力向政府爭取於尖沙咀興建兒童遊樂場。就在他出任立法局議員後不久，港府便在1929年5月成立遊樂場地委員會（Playing Fields Committee），研究香港未來在兒童遊樂場地方面的發展，且委任曹善允和布力架等人為委員。這個委員會最終於1930年1月發表報告，啟引兒童遊樂場協會（香港遊樂場協會前身）在1933年成立。兒童遊樂場協會在1933年成立後，由曹善允出任協會副主席，同年，他還當選為香港扶輪社社長。
在1936年，曹善允接替羅旭龢爵士成為立法局內的華人代表之首。但未幾，他與局內另一華人議員羅文錦卻就港府應否廢除華文報章的審查制度展開激辯，引起轟動。提出廢除華文報章審查制度的動議，本由羅文錦於1936年8月26日在立法局內提出，理據在於審查制度浪費政府公帑；而審查制度源於港府在1925年省港大罷工期間透過緊急立法形式設立，意在控制一時亂局，不過後來社會動盪平息，但審查制度卻施行11年之久，所以政府有違憲之嫌；再者，大英帝國各地早已視審查制度有違新聞自由，只對華文報章審查，也有偏袒英文報章之嫌。羅文錦表示，他一直收到華文報界反映不滿，要求港府早日正視問題。
羅文錦的動議在局內僅得布力架一人支持，其他出席議員均表反對，當中有份在省港大罷工期間維持社會秩序的曹善允，更以嚴辭對動議加以駁斥。曹善允表示他雖然支持新聞自由，可是中國大陸局勢仍然不穩，地方勢力盤踞，如有任何不當言論經報章傳開，不單可能加劇內地動盪，也有機會損害香港與內地往來，隨時置香港於險境。此外，他認為香港百分之97人口屬華人，一旦華文報章刊出激進內容，華人社區易受煽動，繼而可能爆發社會動盪。一時之間，羅文錦與曹善允在局內爭持不下，言辭針鋒相對，兩人經由主持會議的護督調停下方才作罷，而羅文錦的動議最後以兩票贊成、14票反對，被大比數否決。
曹善允與羅文錦等人對審查制度的辯論引起很大反響，曹善允在辯論中聲稱未聞報界投訴審查制度，不單遭受華文報界猛烈聲討，而華報刊出他認為華人智力低於洋人云云的言論，更使公眾嘩然。曹善允後來致函各大報章，澄清自己從沒說華人智力低於洋人，而是指部份華人受教水平不高，易受煽動。得出如此曲解，是因為華報記者誤譯其英語演辭。不過，他始終堅持保留華報審查制度的看法。
無論如何，曹善允對公共服務的多年貢獻深獲港府肯定，屢獲殊勳，先於1928年獲英廷獎授OBE勳銜，1935年英皇壽辰時再獲CBE勳銜。在1936年，英皇喬治六世登基，曾在1902年和1911年分別擔任英皇愛德華七世與喬治五世的各界慶祝加冕委員會委員的曹善允，作為華人代表，也於1937年5月12日出席倫敦西敏寺的喬治六世加冕大典。曹善允在1937年1月17日任期屆滿，卸任立法局議員，復於1939年卸任後備警隊榮譽總監，而榮譽總監一職則由次子曹峻安榮任。

### 晚年生涯
在1941年12月8日，日本隨太平洋戰爭爆發而揮軍香港，在香港保衛戰期間，曹善允全家均為港府服務。香港在同年12月25日淪陷後，曹善允任職的港大校董會和華人公立醫局委員會等組織一概停辦，他的大宅更為日軍徵用，損失不菲。與此同時，日方多次有意招攬曹善允，但他不甘奉事日方，多番以身體欠佳、卧病在床為理由推卻。不久以後，曹善允攜家眷全體避居澳門，並派兒子前往自由中國參與抗日，以示堅決不向日方屈服。
1945年香港重光以後，曹善允即返回香港，除將曹善允學洵律師樓重新復業外，又參與復辦香港大學和聖保羅男校等重要的重建工作，且榮任香港華商總會名譽顧問。曹善允晚年得病、加上年老失明，終在1951年註銷長達51年（不包括淪陷時期）的執業律師身份，律師樓自此改名劉陳高律師事務所；同年，他又從港大校董會退休，但即獲委任為港大終身校董。
曹善允雖然晚年身體欠佳，但仍不忘香港之公益事務，獲得港府敬重。在1952年2月6日，英女皇伊利沙伯二世登基，香港臣民上呈《效忠女皇詔告書》，曹善允即為署名人之一；此外，根德公爵太夫人於1952年10月28日訪問香港期間，為贊育醫院於醫院道的新址主持奠基儀式，曹善允雖然行動不便，但作為創院人之一，仍堅持應邀出席。
在1953年1月20日正午12時30分，曹善允病逝於養和醫院，終年84歲。曹善允的遺體即日移送萬國殯儀館，並由家人以曹存善堂名義在各大報章發表訃聞，復於1月22日舉殯。舉殯當日，各界前往致悼者眾，需要警察到場維持秩序。由於曹善允生前曾任後備警隊榮譽總監，所以在出殯時獲警方派出儀仗隊開路往聖約翰座堂作安息禮拜。安息禮拜由何明華會督、施玉麒牧師和曹思晃牧師等主持，儀式過後，其遺體落葬於他有份創立的香港仔華人永遠墳場。曹善允家人將其喪禮收到的8,200港元賻儀分贈慈善機關，而他身後遺下約值90,000港元的遺產，則由家族後人繼承。
法律界全體代表也在1月22日齊集最高法院悼念曹善允，主持悼念儀式的包括首席按察司侯志律爵士（Sir Gerard Howe）、律政司賴德遐（Arthur Ridehalgh）、大律師公會主席廖亞利孖打（Leo D'Almada e Castro）和律師會主席布祿斯（E. S. C. Brooks）等。同年7月11日，港督葛量洪爵士於聖士提反書院為一塊紀念何啟爵士及曹善允兩人的紀念碑揭幕，葛量洪在儀式上評價兩人具備「嚴正品德」，且「性行耿介、先人後己」，他還特別讚揚曹善允為人極富善心，因此獲得華洋各界敬重。

## 家庭
曹善允夫人為陳桂卿，因熱心公益而獲港府在1947年12月11日委任為非官守太平紳士。兩人共育有四子三女如下：
- 曹智安、
- 曹峻安太平紳士：1939年至1957年任後備警隊榮譽總監、1933年至1947年間曾任港督榮譽副官，第二次世界大戰期間效力英軍情報部門、[4]
- 曹克安：曾任港督榮譽副官、
- 曹明安、
- 曹慧姬、
- 曹麗姬：聯合書院校長蔣法賢醫生夫人、及
- 曹妙姬：馬惠弼夫人。[47]

曹善允早年熱衷體操和體育運動，就讀切爾滕納姆書院時，曾代表校方參與足球比賽。晚年的曹善允則熱愛麻將耍樂、也愛好閱讀，尤好中國文學。另一方面，曹善允家族與後備警隊有深厚淵源，曹善允與其子曹峻安曾先後由1920年至1939年、以及由1939年至1957年擔任後備警隊榮譽總監；曹善允也是前皇家香港輔助警察隊總監曹乃麟（L. Nylon Ts'o，1983年至1987年在任）之叔祖。

## 榮譽

### 殊勳
- J.P. （非官守，1918年4月17日[48]）
- O.B.E. （1928年英皇壽辰授勳名單[49]）
- C.B.E. （1935年英皇壽辰授勳名單[9]）

### 榮譽學位
- 榮譽法學博士
  - 香港大學 （1924年[18]）

## 注腳
1. 1 2 3 4 5 6 7 8 9 10  〈本港聞人曹善允昨病逝〉，《工商日報》第五頁，1953年1月21日。
2. 1 2 3 4 5 6 7 8 9 10 11 12 13 14 15 16 17 18 19 20 21 22 23 24 25 26 27 28 29 30 31 32  關國煊，〈曹善允小傳〉，《傳記名人堂》，造訪於2011年2月6日。
3. 1 2 3  《澳門研究》第23期，澳門基金會及澳門大學，2004年8月。
4. 1 2  〈人名辭典〉，《香港年鑑》第十三回，香港：華僑日報，1959年。
5. 1 2 3 4 5 6 7 8 9 10 11  Mellor, Bernard, Lugard in Hong Kong: Empires, Education and a Governor at Work, 1907-1912, Hong Kong: Hong Kong University Press, 1992.
6. 1 2 3 4 5 6 7 8 9 10  〈曹善允博士逝世〉，《華僑日報》第二張第一頁，1953年1月21日。
7. 1 2 3  "Full Court Tribute to Late Dr S. W. Ts'o", The China Mail, 22 January 1953, p.10.
8. ↑  Luzzatto, Rola, Hong Kong Who's Who, 1973.
9. 1 2 3 4 5 6 7 8 9 10 11 12 13 14 15 16 17 18  "Dr. Seen-Wan Ts'o, O.B.E., LL.D", The China Mail, June 1935, p.1 & 9, 3.
10. 1 2 3 4 5 6 7 8 9 10 11 12 13  第九章〈歷久常新〉，《老土正傳》，香港：香港電台，2009年4月15日首播。
11. 1 2 3 4  Choa, Gerald H., The Life and Times of Sir Kai Ho Kai, Hong Kong: Chinese University Press, 2000.
12. 1 2 3 4 5 6 7  〈曹善允生平〉，《華僑日報》第三張第一頁，1953年1月24日。
13. 1 2 3  "Mr. S. W. Ts'o", Hong Kong Daily Press, 4 June 1935, p.7.
14. 1 2 3  吳詹仕、何耀生著，《從啟德出發》，香港：經濟日報出版社，2007年。
15. 1 2 3 4  "Kai Tack Works will be Completed by Government", The Hongkong Telegraph, 28 July 1927, p.7.
16. ↑  《明報月刊》第 487-488 卷﹔第 490-492 卷，香港：香港明報有限公司，2006年。
17. 1 2  Davis, Mike, The Buses of Kowloon Motor Bus, Surrey: DTS Publishing, 1995.
18. 1 2 3  "University of Hong Kong - The Conferring of Degrees", The Hongkong Daily Press, 10 January 1924, p.4 & 5.
19. ↑  "H.E. The Governor Lays St. Stephen's College Foundation Stone", The Hongkong Daily Press, 28 April 1928, p.4.
20. 1 2 3 4 5 6 7 8 9 10 11 12  〈曹善允生平〉，《華僑日報》第二張第一頁，1953年1月22日。
21. 1 2  王齊樂，《香港中文教育發展史》，香港：波文書局，1983年。
22. 1 2 3 4 5 6 7 8 9  張連興，〈香港大學籌辦一波三折〉，《大公報》，2010年3月14日。
23. 1 2  Growing with Hong Kong: The University and its Graduates, Hong Kong: Hong Kong University Press, 2002.
24. ↑  "No. 200", The Hong Kong Government Gazette, 9 April 1920.
25. ↑  "No. 1098", The Hong Kong Government Gazette, 4 October 1940.
26. 1 2 3 4  Starling, Arthur E., Plague, SARS and the Story of Medicine in Hong Kong, Hong Kong: Hong Kong University Press, 2006.
27. 1 2 3 4 5 6 7 8 9  King, Gordon, "The History of the Tsan Yuk Hospital, 1922-1955", The Bulletin of the Hong Kong Chinese Medical Association Vol. 8 No. 1, July 1956.
28. 1 2 3 4 5 6  "New Chinese Maternity Hospital", The China Mail, 18 October 1922, p.4.
29. ↑  "Tung Wah Hospital - Commemorating the Jubilee - New Wing to Hospital", The Hongkong Daily Press, 5 October 1920.
30. 1 2 3 4 5 6 7 8 9 10 11 12 13 14 15 16 17  〈曹善允博士生平〉，《華僑日報》第二張第二頁，1953年1月25日。
31. 1 2  OFFICIAL REPORT OF PROCEEDINGS, Hong Kong: HONG KONG LEGISLATIVE COUNCIL, 4 Novermber 1964.
32. 1 2 3 4  Royal Hong Kong Auxiliary Police Force Silver Jubilee 1959-1984, Hong Kong Government, 1984.
33. ↑  "No. 227", The Hong Kong Government Gazette, 3 May 1929.
34. 1 2  Report of the Playing Fields Committee, Hong Kong: Government Printer, 20 January 1930.
35. 1 2  〈撤銷華報檢查案昨被否決〉，《香港華字日報》第二張第四頁，1936年8月27日。
36. 1 2 3 4 5 6 7  OFFICIAL REPORT OF PROCEEDINGS, Hong Kong: HONG KONG LEGISLATIVE COUNCIL, 26 August 1936.
37. ↑  T. C. CHENG, "CHINESE UNOFFICIAL MEMBERS OF THE LEGISLATIVE AND EXECUTIVE COUNCILS IN HONG KONG UP TO 1941", Journal of the Hong Kong Branch of the Royal Asiatic Society, Vol. 9, 1969.
38. ↑  〈馮民德致書羅文錦曹善允〉，《天光報》第四版，1936年8月29日。
39. ↑  〈更正曹善允演辭〉，《香港華字日報》第二張第三頁，1936年8月28日。
40. ↑  〈背景〉，《劉陳高律師事務所》，造訪於2011年2月6日。
41. ↑  〈根德公爵太夫人主持：贊育新院今日奠基、建築宏偉設備完善、馬會捐助建築費三百五十萬〉，《工商日報》第二張第一頁，1952年10月28日。
42. ↑  〈曹善允訃聞〉，《工商日報》第五頁，1953年1月22日。
43. 1 2 3 4  〈曹善允博士哀榮〉，《華僑日報》第二張第一頁，1953年1月23日。
44. ↑  〈曹善允博士賻儀八千二百餘元分贈慈善機關〉，《華僑日報》第三張第一頁，1953年1月27日。
45. ↑  〈曹善允遺產九萬餘元，由其子及婿承領〉，《工商日報》第六頁，1954年7月11日。
46. ↑  〈聖士提反學校昨頒獎，港督主持典禮〉，《工商日報》第五頁，1953年7月12日。
47. ↑  〈馬惠弼訃聞〉，《華僑日報》第二張第二頁，1969年6月11日。
48. ↑  "No. 140", The Hong Kong Government Gazette, 19 April 1918.
49. ↑  "No. 325", The Hong Kong Government Gazette, 6 June 1928.

### 英文資料
- "No. 140", The Hong Kong Government Gazette, 19 April 1918. 網上版本（页面存档备份，存于）
- "No. 200", The Hong Kong Government Gazette, 9 April 1920. 網上版本
- "Tung Wah Hospital - Commemorating the Jubilee - New Wing to Hospital", The Hongkong Daily Press, 5 October 1920.
- "New Chinese Maternity Hospital", The China Mail, 18 October 1922, p. 4.
- "University of Hong Kong - The Conferring of Degrees", The Hongkong Daily Press, 10 January 1924, p. 4 & 5.
- "Kai Tack Works will be Completed by Government", The Hongkong Telegraph, 28 July 1927, p. 7.
- "H.E. The Governor Lays St. Stephen's College Foundation Stone", The Hongkong Daily Press, 28 April 1928, p. 4.
- "No. 325", The Hong Kong Government Gazette, 6 June 1928. 網上版本（页面存档备份，存于）
- "No. 227", The Hong Kong Government Gazette, 3 May 1929. 網上版本（页面存档备份，存于）
- Report of the Playing Fields Committee, Hong Kong: Government Printer, 20 January 1930. 網上版本
- "Dr. Seen-Wan Ts'o, O.B.E., LL.D", The China Mail, June 1935, p. 1 & 9, 3.
- "Mr. S. W. Ts'o", Hong Kong Daily Press, 4 June 1935, p. 7.
- OFFICIAL REPORT OF PROCEEDINGS, Hong Kong: HONG KONG LEGISLATIVE COUNCIL, 26 August 1936. 網上版本（页面存档备份，存于）
- "No. 1098", The Hong Kong Government Gazette, 4 October 1940. 網上版本
- "Full Court Tribute to Late Dr S. W. Ts'o", The China Mail, 22 January 1953, p. 10.
- King, Gordon, "The History of the Tsan Yuk Hospital, 1922-1955", The Bulletin of the Hong Kong Chinese Medical Association Vol. 8 No. 1, July 1956. 網上版本
- OFFICIAL REPORT OF PROCEEDINGS, Hong Kong: HONG KONG LEGISLATIVE COUNCIL, 4 Novermber 1964. 網上版本（页面存档备份，存于）
- T. C. CHENG, "CHINESE UNOFFICIAL MEMBERS OF THE LEGISLATIVE AND EXECUTIVE COUNCILS IN HONG KONG UP TO 1941", Journal of the Hong Kong Branch of the Royal Asiatic Society, Vol. 9, 1969. 網上版本（页面存档备份，存于）
- Luzzatto, Rola, Hong Kong Who's Who, 1973.
- Royal Hong Kong Auxiliary Police Force Silver Jubilee 1959-1984, Hong Kong Government, 1984. 網上版本
- Mellor, Bernard, Lugard in Hong Kong: Empires, Education and a Governor at Work, 1907-1912, Hong Kong: Hong Kong University Press, 1992. 網上版本
- Davis, Mike, The Buses of Kowloon Motor Bus, Surrey: DTS Publishing, 1995.
- Choa, Gerald H., The Life and Times of Sir Kai Ho Kai, Hong Kong: Chinese University Press, 2000. 網上版本
- Growing with Hong Kong: The University and its Graduates, Hong Kong: Hong Kong University Press, 2002. 網上版本
- Starling, Arthur E., Plague, SARS and the Story of Medicine in Hong Kong, Hong Kong: Hong Kong University Press, 2006. 網上版本

### 中文資料
- 〈撤銷華報檢查案昨被否決〉，《香港華字日報》第二張第四頁，1936年8月27日。
- 〈更正曹善允演辭〉，《香港華字日報》第二張第三頁，1936年8月28日。
- 〈馮民德致書羅文錦曹善允〉，《天光報》第四版，1936年8月29日。
- 〈根德公爵太夫人主持：贊育新院今日奠基、建築宏偉設備完善、馬會捐助建築費三百五十萬〉，《工商日報》第二張第一頁，1952年10月28日。
- 〈曹善允博士逝世〉，《華僑日報》第二張第一頁，1953年1月21日。
- 〈本港聞人曹善允昨病逝〉，《工商日報》第五頁，1953年1月21日。
- 〈曹善允生平〉，《華僑日報》第二張第一頁，1953年1月22日。
- 〈曹善允訃聞〉，〈工商日報〉第五頁，1953年1月22日。
- 〈曹善允博士哀榮〉，《華僑日報》第二張第一頁，1953年1月23日。
- 〈曹善允生平〉，《華僑日報》第三張第一頁，1953年1月24日。
- 〈曹善允博士生平〉，《華僑日報》第二張第二頁，1953年1月25日。
- 〈曹善允博士賻儀八千二百餘元分贈慈善機關〉，《華僑日報》第三張第一頁，1953年1月27日。
- 〈聖士提反學校昨頒獎，港督主持典禮〉，《工商日報》第五頁，1953年7月12日。
- 〈曹善允遺產九萬餘元，由其子及婿承領〉，《工商日報》第六頁，1954年7月11日。
- 〈人名辭典〉，《香港年鑑》第十三回，香港：華僑日報，1959年。
- 王齊樂，《香港中文教育發展史》，香港：波文書局，1983年。
- 《澳門研究》第23期，澳門基金會及澳門大學，2004年8月。網上版本
- 《明報月刊》第 487-488 卷﹔第 490-492 卷，香港：香港明報有限公司，2006年。
- 吳詹仕、何耀生著，《從啟德出發》，香港：經濟日報出版社，2007年。
- 第九章〈歷久常新〉，《老土正傳》，香港：香港電台，2009年4月15日首播。網上版本
- 張連興，〈香港大學籌辦一波三折〉，《大公報》，2010年3月14日。網上版本
- 關國煊，〈曹善允小傳〉，《傳記名人堂》，造訪於2011年2月6日。網上版本（页面存档备份，存于）
- 〈背景〉，《劉陳高律師事務所》，造訪於2011年2月6日。網頁（页面存档备份，存于）

## 外部連結
- 曹善允小傳（页面存档备份，存于）

| 官衔                | 官衔                                    | 官衔            |
| ------------------- | --------------------------------------- | --------------- |
| 前任者： 羅旭龢爵士 | 立法局首席華人非官守議員 1936年－1937年 | 繼任者： 周埈年 |